# Caproni Ca.602
Il Caproni Ca.602 è stato il prototipo di un aereo biplano da addestremento biposto in tandem, costruito dalla Caproni Aeronautica di Predappio negli anni 30.

## Tecnica
Montava un motore aeronautico a 6 cilindri in linea invertito Alfa Romeo 115-1 da 215 CV (160 kW) a 2 250 giri/min, raffreddato ad aria, che gli permetteva una velocità di 275,2 km/h con una velocità di atterraggio di 100 km/h.
Era capace di raggiungere i 4 000 m in 14 minuti con una tangenza di 6 998 m ed una autonomia di 2,30 ore o 600 km.
Pesava a vuoto 469 kg e a pieno carico 728 kg.
Aveva una lunghezza di 8,05 m, una larghezza di 6,6 m, una altezza complessiva di 2,45 m, e l'ala aveva una superficie di 52,43 m².